# Calea orbiculata
Calea orbiculata là một loài thực vật có hoa trong họ Cúc. Loài này được Maguire & Aristeg. mô tả khoa học đầu tiên năm 1957.